# Sport-Gemeinschaft Union Solingen 97 1987-1988
Questa voce raccoglie le informazioni riguardanti la Sport-Gemeinschaft Union Solingen 97 nelle competizioni ufficiali della stagione 1987-1988.

## Stagione
Nella stagione 1987-1988 l'Union Solingen, allenato da Manfred Schlebusch, concluse il campionato di 2. Bundesliga al 15º posto. In Coppa di Germania l'Union Solingen fu eliminato al secondo turno dal Fortuna Düsseldorf.

## Rosa
| N. |                     | Ruolo | Calciatore             |
| -- | ------------------- | ----- | ---------------------- |
|    | Germania (bandiera) | P     | Marco Baklarz          |
|    | Germania (bandiera) | P     | Volker Diergardt       |
|    | Germania (bandiera) | D     | Klaus-Dieter Dieckmann |
|    | Germania (bandiera) | D     | Werner Jakobs          |
|    | Germania (bandiera) | D     | Dietmar Janssen        |
|    | Germania (bandiera) | D     | Axel Linden            |
|    | Germania (bandiera) | D     | Dirk Römer             |
|    | Germania (bandiera) | D     | Uwe Ronge              |
|    | Germania (bandiera) | D     | Uwe Saß                |
|    | Polonia (bandiera)  | C     | Jarosław Biernat       |

| N. |                                 | Ruolo | Calciatore       |
| -- | ------------------------------- | ----- | ---------------- |
|    | Germania (bandiera)             | C     | Holger Buschmann |
|    | Bosnia ed Erzegovina (bandiera) | C     | Radomir Dubovina |
|    | Germania (bandiera)             | C     | Stefan Griehl    |
|    | Germania (bandiera)             | C     | Dieter Kitzmann  |
|    | Germania (bandiera)             | C     | Michael Korb     |
|    | Germania (bandiera)             | C     | Wolfgang Krüger  |
|    | Germania (bandiera)             | C     | Peter Seufert    |
|    | Germania (bandiera)             | A     | Klaus Basten     |
|    | Germania (bandiera)             | A     | Daniel Jurgeleit |
|    | Germania (bandiera)             | A     | Jörg Niedzwicki  |

## Organigramma societario
Area tecnica
- Allenatore: Manfred Schlebusch
- Allenatore in seconda:
- Preparatore dei portieri:
- Preparatori atletici:

## Calciomercato

### Sessione estiva
| Acquisti | Acquisti         | Acquisti              | Acquisti |
| R.       | Nome             | da                    | Modalità |
| -------- | ---------------- | --------------------- | -------- |
| A        | Klaus Basten     | Uerdingen 05          |          |
| C        | Jarosław Biernat | Eintracht Francoforte |          |
| C        | Holger Buschmann | Rot-Weiss Essen       |          |
| C        | Radomir Dubovina | Vikt. Aschaffenburg   |          |
| D        | Werner Jakobs    | Fortuna Düsseldorf    |          |
| C        | Michael Korb     | Rot-Weiss Essen       |          |

| Cessioni | Cessioni               | Cessioni          | Cessioni |
| R.       | Nome                   | a                 | Modalità |
| -------- | ---------------------- | ----------------- | -------- |
| D        | Denni Strich           | RW Oberhausen     |          |
| A        | Manfred Dum            | Saarbrücken       |          |
| A        | Demir Hotić            | Kickers Stoccarda |          |
| D        | Manfred Mäurer         | Rot-Weiss Essen   |          |
| C        | Franz-Josef Steininger | Saarbrücken       |          |

### Sessione invernale
| Acquisti | Acquisti        | Acquisti              | Acquisti |
| R.       | Nome            | da                    | Modalità |
| -------- | --------------- | --------------------- | -------- |
| C        | Dieter Kitzmann | Eintracht Francoforte |          |

| Cessioni | Cessioni | Cessioni | Cessioni |
| R.       | Nome     | a        | Modalità |
| -------- | -------- | -------- | -------- |

## Risultati

### 2. Bundesliga

#### Girone di andata
| Arbitro: | Rubel |

|  |           |                                           |
|  | Marcatori | 33’ Dahms 70’ Wenzel 78’ (aut.) Dieckmann |

| Arbitro: | Mierswa |

|                                   |           |  |
| Schüler 4’ Holzer 41’ Dinauer 70’ | Marcatori |  |

| Arbitro: | Broska |

|              |           |                   |
| Dubovina 23’ | Marcatori | 40’ (aut.) Strich |

| Arbitro: | Scheuerer |

|           |           |  |
| Rudić 20’ | Marcatori |  |

| Arbitro: | Matheis |

|                                   |           |  |
| Sané 18’ Löw 56’, 76’ Vujačić 69’ | Marcatori |  |

| Solingen 22 agosto 1987, ore 15:00 CEST 6ª giornata | Union Solingen | 0 – 0 referto | Osnabrück | Stadion am Hermann-Löns-Weg (1 500 spett.)\| Arbitro: \| Boos \| |
| Arbitro:                                            | Boos           |               |           |                                                                  |

| Arbitro: | Bauer |

|                                               |           |                       |
| Schlegel 22’ (rig.), 43’ (rig.) Schneider 31’ | Marcatori | 1’ Seufert 62’ Krüger |

| Arbitro: | Matheis |

|  |           |                            |
|  | Marcatori | 7’, 72’ Scheidig 71’ Wolff |

| Arbitro: | Bruch |

|                 |           |                        |
| Zschau 17’, 63’ | Marcatori | 22’ Janssen 42’ Strich |

| Arbitro: | Dellwing |

|           |           |  |
| Römer 66’ | Marcatori |  |

| Arbitro: | Brückner |

|                                                               |           |                                    |
| Fuchs 7’ (rig.) Hutwelker 16’ Orkas 40’ Pitten 43’ Baffoe 86’ | Marcatori | 11’ Basten 85’ Jurgeleit 88’ Römer |

| Arbitro: | Schmidt |

|           |           |  |
| Römer 31’ | Marcatori |  |

| Arbitro: | Gochermann |

|            |           |                        |
| Schütz 56’ | Marcatori | 45’ Janssen 87’ Basten |

| Arbitro: | Eli |

|                  |           |                        |
| Römer 81’ (rig.) | Marcatori | 21’ Kremer 90’ Schmidt |

| Arbitro: | Kröger |

|            |           |             |
| Rusche 76’ | Marcatori | 51’ Biernat |

| Arbitro: | Heitmann |

|                                                   |           |  |
| Basten 15’, 19’, 57’ Römer 39’ (rig.) Seufert 42’ | Marcatori |  |

| Arbitro: | Birlenbach |

|               |           |            |
| Kuhn 49’, 89’ | Marcatori | 29’ Basten |

| Arbitro: | Werner |

|               |           |  |
| Jurgeleit 21’ | Marcatori |  |

| Arbitro: | Retzmann |

|                            |           |                          |
| Schlotterbeck 38’ Hein 66’ | Marcatori | 81’ Dubovina 90’ Janssen |

#### Girone di ritorno
| Arbitro: | Bauer |

|          |           |  |
| Olck 45’ | Marcatori |  |

| Arbitro: | Kasper |

|                    |           |                             |
| Jurgeleit 67’, 88’ | Marcatori | 16’ (rig.) Wilbois 75’ Flad |

| Oberhausen 20 febbraio 1988, ore 15:00 CET 22ª giornata | RW Oberhausen | 0 – 0 referto | Union Solingen | Niederrheinstadion (2 300 spett.)\| Arbitro: \| Malbranc \| |
| Arbitro:                                                | Malbranc      |               |                |                                                             |

| Arbitro: | Diekert |

|                          |           |                   |
| Dubovina 33’ Janssen 73’ | Marcatori | 58’, 76’ Steubing |

| Arbitro: | Merk |

|                            |           |         |
| Jurgeleit 16’ Dubovina 81’ | Marcatori | 48’ Löw |

| Arbitro: | Zimmermann |

|                            |           |             |
| Glöde 3’, 38’ Gellrich 77’ | Marcatori | 17’ Biernat |

| Arbitro: | Schäfer |

|              |           |                                 |
| Jurgeleit 7’ | Marcatori | 17’ Fuhl 29’ Rohrbacher 77’ Dum |

| Arbitro: | Berg |

|                                         |           |           |
| Wolff 28’, 78’ Stockinger 60’ Sachs 89’ | Marcatori | 68’ Ronge |

| Arbitro: | Albrecht |

|             |           |                                                         |
| Biernat 43’ | Marcatori | 18’ (aut.) Janssen 19’ (rig.) Gries 41’ Bunk 85’ Wagner |

| Offenbach am Main 2 aprile 1988, ore 15:00 CEST 29ª giornata | Kickers Offenbach | 0 – 0 referto | Union Solingen | Stadion am Bieberer Berg (2 800 spett.)\| Arbitro: \| Steinborn \| |
| Arbitro:                                                     | Steinborn         |               |                |                                                                    |

| Arbitro: | Matheis |

|                              |           |          |
| Basten 29’, 70’ Dubovina 53’ | Marcatori | 3’ Fuchs |

| Arbitro: | Barnick |

|                |           |                         |
| Regenbogen 68’ | Marcatori | 55’ Basten 69’ Kitzmann |

| Arbitro: | Kasper |

|  |           |                                      |
|  | Marcatori | 14’ Backhaus 54’ Schütz 76’ Seeliger |

| Arbitro: | Osmers |

|  |           |             |
|  | Marcatori | 71’ Biernat |

| Arbitro: | Müller |

|                        |           |                |
| Basten 28’ Biernat 69’ | Marcatori | 4’ (aut.) Korb |

| Arbitro: | Retzmann |

|  |           |           |
|  | Marcatori | 64’ Römer |

| Arbitro: | Kautschor |

|                             |           |            |
| Jurgeleit 12’, 82’ Korb 54’ | Marcatori | 56’ Kontny |

| Arbitro: | Heitmann |

|                                 |           |              |
| Gutzler 16’ Trares 23’ Emig 44’ | Marcatori | 49’ Dubovina |

| Arbitro: | Broska |

|                            |           |                      |
| Kitzmann 59’ Jurgeleit 79’ | Marcatori | 23’ Stadler 83’ Hein |

### Coppa di Germania
| Arbitro: | Berg |

|  |           |                      |
|  | Marcatori | 20’ Basten 68’ Römer |

| Arbitro: | Assenmacher |

|                  |           |                             |
| Römer 73’ (rig.) | Marcatori | 54’ Fach 89’ (rig.) Demandt |

## Statistiche

### Statistiche di squadra
| Competizione      | Punti | In casa | In casa | In casa | In casa | In casa | In casa | In trasferta | In trasferta | In trasferta | In trasferta | In trasferta | In trasferta | Totale | Totale | Totale | Totale | Totale | Totale | DR  |
| Competizione      | Punti | G       | V       | N       | P       | Gf      | Gs      | G            | V            | N            | P            | Gf           | Gs           | G      | V      | N      | P      | Gf     | Gs     | DR  |
| ----------------- | ----- | ------- | ------- | ------- | ------- | ------- | ------- | ------------ | ------------ | ------------ | ------------ | ------------ | ------------ | ------ | ------ | ------ | ------ | ------ | ------ | --- |
| 2. Bundesliga     | 34    | 19      | 8       | 5       | 6       | 28      | 29      | 19           | 4            | 5            | 10           | 20           | 36           | 38     | 12     | 10     | 16     | 48     | 65     | -17 |
| Coppa di Germania | -     | 1       | 0       | 0       | 1       | 1       | 2       | 1            | 1            | 0            | 0            | 2            | 0            | 2      | 1      | 0      | 1      | 3      | 2      | +1  |
| Totale            | 34    | 20      | 8       | 5       | 7       | 29      | 31      | 20           | 5            | 5            | 10           | 22           | 36           | 40     | 13     | 10     | 17     | 51     | 67     | -16 |

### Andamento in campionato
| Giornata  | 1  | 2  | 3  | 4  | 5  | 6  | 7  | 8  | 9  | 10 | 11 | 12 | 13 | 14 | 15 | 16 | 17 | 18 | 19 | 20 | 21 | 22 | 23 | 24 | 25 | 26 | 27 | 28 | 29 | 30 | 31 | 32 | 33 | 34 | 35 | 36 | 37 | 38 |
| --------- | -- | -- | -- | -- | -- | -- | -- | -- | -- | -- | -- | -- | -- | -- | -- | -- | -- | -- | -- | -- | -- | -- | -- | -- | -- | -- | -- | -- | -- | -- | -- | -- | -- | -- | -- | -- | -- | -- |
| Luogo     | C  | T  | C  | T  | T  | C  | T  | C  | T  | C  | T  | C  | T  | C  | T  | C  | T  | C  | T  | T  | C  | T  | C  | C  | T  | C  | T  | C  | T  | C  | T  | C  | T  | C  | T  | C  | T  | C  |
| Risultato | P  | P  | N  | P  | P  | N  | P  | P  | N  | V  | P  | V  | V  | P  | N  | V  | P  | V  | N  | P  | N  | N  | N  | V  | P  | P  | P  | P  | N  | V  | V  | P  | V  | V  | V  | V  | P  | N  |
| Posizione | 18 | 19 | 18 | 18 | 20 | 19 | 19 | 20 | 20 | 19 | 19 | 19 | 19 | 19 | 19 | 18 | 19 | 19 | 17 | 17 | 17 | 17 | 17 | 16 | 17 | 17 | 18 | 18 | 18 | 18 | 17 | 18 | 16 | 16 | 15 | 13 | 15 | 15 |

Legenda:

Luogo: C = Casa; T = Trasferta. Risultato: V = Vittoria; N = Pareggio; P = Sconfitta.

### Statistiche dei giocatori
| Giocatore     | 2. Bundesliga | 2. Bundesliga | 2. Bundesliga | 2. Bundesliga | Coppa di Germania | Coppa di Germania | Coppa di Germania | Coppa di Germania | Totale   | Totale | Totale      | Totale     |
| Giocatore     | Presenze      | Reti          | Ammonizioni   | Espulsioni    | Presenze          | Reti              | Ammonizioni       | Espulsioni        | Presenze | Reti   | Ammonizioni | Espulsioni |
| ------------- | ------------- | ------------- | ------------- | ------------- | ----------------- | ----------------- | ----------------- | ----------------- | -------- | ------ | ----------- | ---------- |
| M. Baklarz    | 1             | 0             | 0             | 0             | 0                 | 0                 | 0                 | 0                 | 1        | 0      | 0           | 0          |
| K. Basten     | 35            | 10            | 4             | 0             | 2                 | 1                 | 2                 | 0                 | 37       | 11     | 6           | 0          |
| J. Biernat    | 22            | 5             | 1             | 1             | 1                 | 0                 | 1                 | 0                 | 23       | 5      | 2           | 1          |
| H. Buschmann  | 15            | 0             | 3             | 0             | 0                 | 0                 | 0                 | 0                 | 15       | 0      | 3           | 0          |
| K. Dieckmann  | 36            | 0             | 5             | 1             | 1                 | 0                 | 0                 | 0                 | 37       | 0      | 5           | 1          |
| V. Diergardt  | 38            | 0             | 3             | 0             | 2                 | 0                 | 0                 | 0                 | 40       | 0      | 3           | 0          |
| R. Dubovina   | 34            | 6             | 5             | 0             | 2                 | 0                 | 0                 | 0                 | 36       | 6      | 5           | 0          |
| S. Griehl     | 4             | 0             | 0             | 0             | 1                 | 0                 | 0                 | 0                 | 5        | 0      | 0           | 0          |
| W. Jakobs     | 9             | 0             | 2             | 0             | 0                 | 0                 | 0                 | 0                 | 9        | 0      | 2           | 0          |
| D. Janssen    | 32            | 4             | 2             | 0             | 2                 | 0                 | 0                 | 0                 | 34       | 4      | 2           | 0          |
| D. Jurgeleit  | 34            | 9             | 1             | 0             | 2                 | 0                 | 0                 | 0                 | 36       | 9      | 1           | 0          |
| D. Kitzmann   | 16            | 2             | 4             | 0             | 0                 | 0                 | 0                 | 0                 | 16       | 2      | 4           | 0          |
| M. Korb       | 35            | 1             | 4             | 0             | 2                 | 0                 | 0                 | 0                 | 37       | 1      | 4           | 0          |
| W. Krüger     | 33            | 1             | 7             | 0             | 2                 | 0                 | 0                 | 0                 | 35       | 1      | 7           | 0          |
| A. Linden     | 26            | 0             | 1             | 0             | 0                 | 0                 | 0                 | 0                 | 26       | 0      | 1           | 0          |
| J. Niedzwicki | 2             | 0             | 1             | 0             | 0                 | 0                 | 0                 | 0                 | 2        | 0      | 1           | 0          |
| U. Ronge      | 29            | 1             | 7             | 0             | 2                 | 0                 | 0                 | 0                 | 31       | 1      | 7           | 0          |
| D. Römer      | 37            | 6             | 5             | 0             | 2                 | 2                 | 1                 | 0                 | 39       | 8      | 6           | 0          |
| U. Saß        | 1             | 0             | 0             | 0             | 0                 | 0                 | 0                 | 0                 | 1        | 0      | 0           | 0          |
| P. Seufert    | 37            | 2             | 5             | 0             | 2                 | 0                 | 0                 | 0                 | 39       | 2      | 5           | 0          |
| D. Strich     | 12            | 1             | 1             | 0             | 1                 | 0                 | 0                 | 0                 | 13       | 1      | 1           | 0          |